# إيزادور مسلم
إيزادور مسلم هو مخرج ومنتج وكاتب سيناريو فلسطيني قام مؤخرا بإنتاج فيلم ساي فاي: سافاج بلانيت. ولد في حيفا وتخرج بتخصص بكالوريوس الفنون الجميلة في إنتاج الأفلام من جامعة يورك تورونتو، أونتاريو، كندا وهو مكان عيشه وعمله.
أصدر عددا من الأفلام بما في ذلك "الليالي الأجنبية" (1989)، "لا شيء يخسر" (1994)، "السماء قبل أن أموت" (1997)، "آدم وحواء" (2002) و "هادوثا" ساغيرة "(2009). أبرز أعماله كان في عام 2006 فيلم كيف الحال أول فيلم سوري سعودي من إنتاج روتانا.

## روابط خارجية
- إيزادور مسلم على موقع IMDb (الإنجليزية)
- إيزادور مسلم على موقع قاعدة بيانات الفيلم (الإنجليزية)
- إيزادور مسلم على موقع كينوبويسك (الروسية)